# Zone de résidence

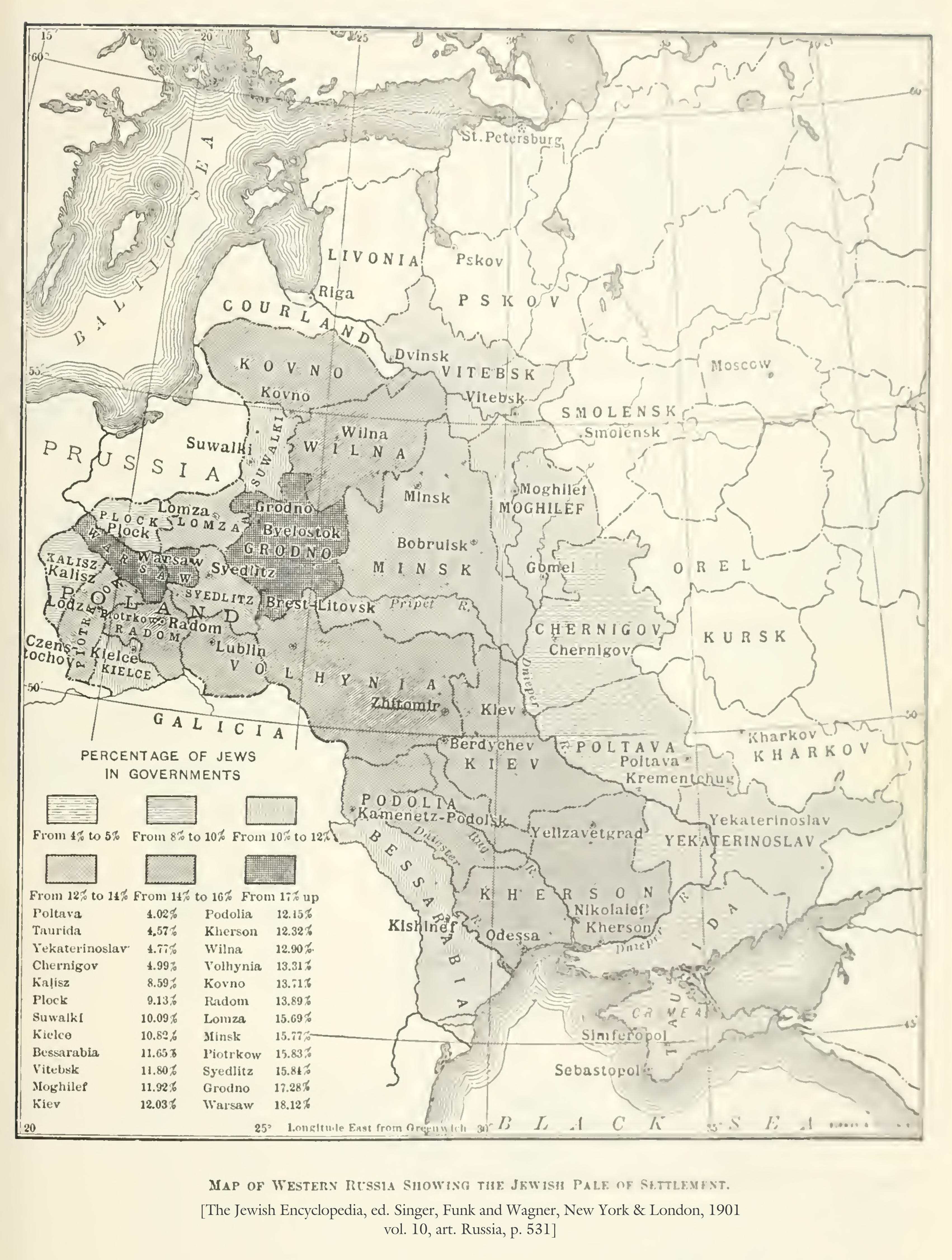
Zone de résidence : carte de 1901 montrant le pourcentage de population juive (gris sombre : Grodno, 17,28 % ; Varsovie, 18,12 %).
Source : Jewish Encyclopedia, 1905,, art. « Russia », p. 531.

La zone de résidence (en russe : Черта оседлости, tchertá ossédlosti ; en yiddish : דער תּחום-המושבֿ, der tkhum-ha-moyshəv ; en hébreu : תְּחוּם הַמּוֹשָב, t'ẖum hammosháv) était la région ouest de l'Empire russe où les Juifs, enregistrés comme tels, étaient cantonnés de force par le pouvoir impérial russe, dans des conditions matérielles souvent misérables, jusqu'à la Révolution de février 1917.
Créée en 1791 par l'impératrice Catherine II de Russie, la zone de résidence correspondait aux territoires conquis par l'Empire russe à partir de 1791 au détriment de la république des Deux Nations (de Pologne et Lituanie) et de la principauté de Moldavie vassale de l'Empire ottoman. Cette zone, comptant pour un quart de la partie européenne de l'Empire russe, comprenait la plus grande partie de ce qui forme à présent la Lituanie, la Biélorussie, la Pologne, la Moldavie, l'Ukraine, quelques parties de l'ouest de la Russie et une petite partie sud-est de l'actuelle Lettonie. 
Dans ces territoires, les Juifs étaient particulièrement nombreux, mais ne dépassaient 17 % de la population que dans l'oblast de Grodno, autour de Bialystok et à Varsovie. Leur implantation était ancienne, leur activité économique, culturelle et religieuse était importante. 
Les plus grandes et historiquement les plus anciennes villes slavisées du territoire, telles Kiev et Odessa, étaient initialement exclues de la zone de résidence imposée aux Juifs. Progressivement cependant, Kiev et Odessa sont devenues parmi les territoires abritant les plus importantes communautés juives, au point où elles sont même devenues les deuxième et troisième villes juive du territoire sur le plan démographique après Varsovie, et devant Minsk, Wilna (Vilnius) et Grodno.
En dehors, et dans les grandes villes de l'Empire russe, seul un nombre limité de Juifs pouvaient s'installer, généralement enregistrés non comme Juifs mais comme Allemands (Немцы), Polonais ou Russes.

## Histoire
Pour un article plus général, voir Histoire des Juifs en Russie.

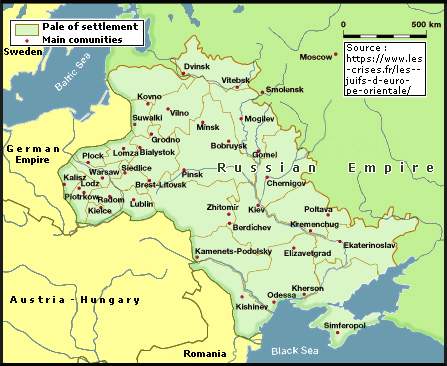
Carte de la Russie occidentale : en vert pâle la zone de Résidence, jusqu'en 1917.

Antérieurement à 1772, la population juive de Russie était très limitée, car les tsars obligeaient les Juifs à choisir entre la conversion au christianisme orthodoxe (religion d'état) et l'exil hors de l'Empire. Cette politique à la fois autocratique et théocratique était encore celle de l'impératrice Élisabeth Ire.
À l'issue des partages de la Pologne et de la Lituanie, la population juive de l'Empire russe augmenta de façon significative, les nouveaux territoires ayant une population juive supérieure à 5 millions, soit 40 % des 12,5 millions de Juifs de l'époque. En 1791, le gouvernement russe institua sur ces nouveaux territoires la « zone de Résidence » afin d'empêcher les Juifs de se disperser dans l'Empire. Ce fut jusqu'en 1941 la plus grande population de Juifs du monde.
Alors que les paysans, pourtant largement majoritaires, n'avaient que peu de poids dans la société russe, dans la zone antérieurement polonaise les immenses domaines agricoles de l'ancienne noblesse polonaise étaient souvent gérés ou affermés à des Juifs polonais qui disposaient ainsi d'une grande influence économique, gênante pour le gouvernement russe, désireux de confisquer ces domaines pour les attribuer à des nobles russes. Simultanément, les progrès industriels conduisaient à l'émergence d'une classe moyenne n'appartenant à aucune des cinq classes traditionnelles de la Russie : noblesse, clergé, militaires, slobodines (fonctionnaires, artisans ou paysans libres) et serfs (ces derniers aussi nombreux que les quatre autres classes réunies). Cette nouvelle classe moyenne comptait une forte proportion de Juifs : en limitant leur zone de résidence, le gouvernement impérial voulait favoriser la croissance d'une classe moyenne chrétienne. Catherine II put dire qu'elle a établi la « zone » comme un compromis entre les membres de son gouvernement, l'aristocratie et le clergé réclamant l'expulsion des Juifs, ses propres tendances libérales, et les intérêts à long terme de l'Empire puisque les Juifs étaient un facteur de modernisation par leur activité économique, leurs échanges et leurs innovations.
D'un point de vue territorial, entre 1791 et 1917 (date à laquelle la « zone » est abolie), la zone de résidence subit plusieurs modifications de ses limites, et certaines autres régions, comme le Caucase (où des populations juives existaient depuis très longtemps en Géorgie et au Daghestan), ont été successivement ouvertes ou fermées à l'installation des Juifs de la « zone ». De la même façon, les Juifs eurent l'interdiction de vivre dans certaines villes comme Kiev, Sébastopol ou Yalta, et ne purent s'installer que dans des villes ouvertes comme Poltava, Odessa ou Kichinev, ce qui favorisa l'émergence des shtetls (littéralement, « petites villes », diminutif du yiddish שטאָט - shtot, de l'allemand Stadt). En revanche, les commerçants juifs de la 1re corporation, les gens instruits ou avec une éducation spécialisée, les artisans ainsi que les soldats incorporés conformément à la Charte de recrutement de 1810, et leurs descendants eurent le droit de vivre en dehors de la « zone ». À certaines périodes, des dérogations spéciales sont données aux Juifs pour vivre dans les grandes villes impériales, mais ces dérogations sont parfois révoquées et par exemple en 1891, plusieurs dizaines de milliers de Juifs sont expulsés de Moscou et de Saint-Pétersbourg vers la zone de résidence.
Avant la Seconde Guerre mondiale, l'ancienne « zone » abolie vingt-quatre ans auparavant comptait environ cinq millions de Juifs, soit la plus grande concentration de Juifs au monde. Pendant l'occupation par l'Allemagne nazie s'y déroula la plus grande opération planifiée d'assassinats systématiques de Juifs, qui extermina la plus grande partie d'entre eux. Après les Einsatzgruppen qui, derrière l'armée allemande, procédaient à des exécutions sommaires en masse, y furent installés la plupart des centres d’extermination nazis. Enfin plusieurs millions périrent de faim, de froid et d'épidémies dans les ghettos, la ghettoïsation forcée de tous les Juifs ayant été ordonnée par Heydrich, chef de la police de sécurité SS, dès le 21 septembre 1939. Les rares survivants se comptent surtout parmi les partisans ayant pris les armes et parmi ceux qui avaient pu s'enfuir à temps avant ou devant l'avance allemande vers l'est en URSS à partir de juin 1941.

## Vie dans la zone
La vie dans les shtetls (villages) de la zone de résidence était aléatoire, dépendant, comme celle des paysans russes ou ukrainiens, du climat et des conditions politiques. Les périodes économiquement satisfaisantes et gaies alternaient avec des périodes difficiles et pénibles, où nul n'était à l'abri de la pauvreté, des sécheresses ou des pogroms des cosaques, ce qui est reflété dans la culture juive, les tableaux de Chagall et la musique klezmer de l'époque. Les Lois de mai, répressives, nuisent à l'ensemble des communautés. Les quotas de Juifs existent dans l'enseignement depuis 1886 : le pourcentage d'étudiants juifs ne peut dépasser 10 % dans la zone de résidence, 5 % en dehors de la zone et seulement 3 % dans les capitales (Moscou, Saint-Pétersbourg et Kiev). Les quotas dans les capitales seront légèrement augmentés en 1908 et 1915.
Des pogroms sporadiques se sont produits pendant toute la durée d'existence de la zone de résidence, mais les attaques les plus meurtrières ont été encouragées par le gouvernement russe entre 1881 et 1883, puis à nouveau entre 1903 et 1906, touchant des centaines de villages, causant des centaines de milliers de roubles de dégâts, tuant des centaines de familles, blessant des milliers de personnes et poussant des dizaines de milliers de Juifs à émigrer, ce qui était le but des autorités. En réponse à ces attaques antisémites, le réseau d'organisations internationales juives se développe pour venir en aide aux persécutés, selon la tradition caritative de tsedaka. Des associations fournissent des vêtements aux étudiants pauvres et de la nourriture cachère aux soldats juifs enrôlés dans l'armée impériale, dispensent des soins médicaux gratuits aux pauvres, offrent des dots et des cadeaux ménagers aux épouses indigentes et organisent une éducation technique pour les orphelins. Selon l'historien Martin Gilbert, auteur de l'Atlas of Jewish History, toutes les provinces de la zone ont plus de 14 % de pauvres bénéficiant d'aides sociales. En Lituanie et en Ukraine, le pourcentage de la population juive aidée atteint 22 %.

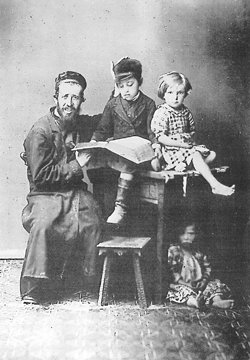
Un melamed (instituteur confessionnel) en Podolie au XIXe siècle.

Une des conséquences positives de la concentration des Juifs dans cette zone grande comme deux fois la France, est le développement du système moderne de yechivas (écoles confessionnelles). Jusqu'au début du XIXe siècle, chaque ville subvient aux besoins de ses propres étudiants supérieurs qui étudient à la synagogue locale avec l'équipe rabbinique de la communauté. Chaque étudiant mange ses repas, chaque jour dans une maison différente, un système connu sous le nom yiddish d'essen teg (« jours de repas »).
En 1803, le rabbin Chaïm de Vologine, premier disciple du « Gaon de Vilna », ouvre la Yechiva de Vologine qui attire de jeunes hommes de toute la zone de résidence. La yechiva est financée par des donations de nombreuses communautés et par des collectes effectuées en Europe et en Amérique. La yechiva accueille à son maximum jusqu'à 450 étudiants et leur procure aussi le gîte et le couvert. Mais quand en 1892 le gouvernement russe impose à tout le personnel enseignant de posséder un diplôme reconnu par un établissement d'éducation russe et que des cours de langue et de culture russes fassent partie du programme enseigné, la yechiva qui était orientée purement vers l'étude de la Torah, décide alors de fermer ses portes. Ses rabbins et ses étudiants partent vers d'autres yechivot en Russie ou aux États-Unis. Des cours de dynasties hassidiques prospèrent dans la zone de résidence. Des milliers de disciples de rebbe (mot yiddish pour désigner un rabbin, un maître), tels que le rebbe de Gour (Góra Kalwaria actuellement en Pologne), Yehouda Leib Alter, aussi connu sous le nom du Sfat Emet), le rebbe de Tchernobyl (aujourd'hui en Ukraine) et le rebbe de Vyjnytsia (aujourd'hui en Ukraine), se rendent en foule dans leurs villes pour les fêtes juives et suivent les minhaggim (coutumes) de leur rebbe dans leur propre foyer.
Les tribulations de la vie quotidienne juive dans la zone de résidence sont immortalisées par des écrivains yiddish tels l'humoriste Cholem Aleichem dont les histoires de Tevye der Milchiger (Tevye le laitier) dans le shtetl imaginaire d'Anatievka ont été popularisées plus tard dans la comédie musicale Un violon sur le toit. À partir de mars 1881, quand le tsar Alexandre II fut assassiné par un membre d'un petit cercle socialiste, des rumeurs circulent affirmant que le nouveau tsar, Alexandre III, aurait donné au peuple le droit de « battre les Juifs » en guise de représailles. La première vague de violences, de pillages et de massacres commence et dure jusqu’en 1884. Le plus grand nombre de pogroms survient dans la zone de résidence où les Juifs étaient les plus nombreux et où, cent ans plus tôt, ils affermaient les grandes propriétés foncières de l'aristocratie polonaise catholique, au détriment des serfs ukrainiens orthodoxes, que les popes excitaient contre les « tueurs du Christ ». L'ambiance d'anarchie, l'apparente incapacité ou la réelle réticence des autorités russes à contrôler la violence des cosaques ou des civils, ont un impact majeur sur le psychisme du Juif ukrainien moyen.
C'est dans cette situation que surviennent les premiers frémissements du sionisme moderne en Ukraine, articulé par le mouvement Byl"ou qui envoie, en 1882, ses premiers colons fonder des communautés en Palestine. Plus tard, la Jewish Colonization Association prendra le relais, pas seulement vers la Palestine mais vers beaucoup d'autres destinations. D’autres, non partisans de l’émigration, sont attirés par le hassidisme ou encore par les mouvements révolutionnaires, notamment le Bund (Union générale des travailleurs juifs). Environ deux millions de Juifs, principalement des non-religieux, émigrent entre 1881 et 1914, surtout vers les États-Unis. Cette forte émigration n'eut cependant que peu d'influence sur le nombre d'habitants juifs de la zone de résidence qui reste stable aux environs de cinq millions de personnes, en raison d'un taux de mortalité infantile sensiblement plus bas parmi les Juifs, majoritairement urbains, de classe moyenne et se livrant à des ablutions régulières, que parmi la population chrétienne, majoritairement paysanne et peu instruite.
Pendant la Première Guerre mondiale, la zone de résidence perd son emprise rigide sur la population juive : certains s'enfuient vers l'intérieur de la Russie pour échapper à l'invasion des troupes allemandes ; d'autres, germanophones, tentent de composer avec l'occupant (notamment après le traité de Brest-Litovsk qui livre aux Empires centraux toute l'ancienne « zone ») et d'autres encore, issus de l'aile gauche du Bund, misent sur le socialisme pour abolir les discriminations. Et justement le 20 mars 1917, un mois après la révolution russe qui établit la République russe, la « zone » est abolie par le décret du Gouvernement provisoire sur l'abolition des restrictions confessionnelles et nationales (Об отмене вероисповедных и национальных ограничений). À la paix de Riga, la partie ouest de la « zone » avec sa population juive intègre la Pologne, qui reconquiert son indépendance.
Pendant la guerre civile russe de 1918-1921 qui suit immédiatement le coup d'État bolchévik, des exactions militaires de grande ampleur se produisent, qui touchent aussi les Juifs : plus de 1 236 pogroms sont répertoriés uniquement en Ukraine, au cours desquels plus de 31 000 Juifs sont massacrés.

## Territoires de la zone
La zone de résidence a évolué au cours du temps. Elle comprend les territoires suivants :

### 1791
Oukase de Catherine II du 23 décembre 1791 :
- Biélorussie :
  - Région de Moguilev
  - Région de Polatsk (ultérieurement rattachée à la région de Vitebsk)
- Petite Russie orientale (ou Ukraine de la rive gauche)
- Nouvelle Russie :
  - Vice-royauté de Yekaterinoslav (actuellement Dnipropetrovsk)
  - Oblast de Tauride (Crimée)

### 1794
Après la deuxième partition de la Pologne-Lituanie, l'oukase du 23 juin 1794 ajoute les territoires suivants :
- Région de Minsk
- Petite Russie occidentale (ou Ukraine de la rive droite) :
  - la plus grande partie de la région de Kiev
  - Volhynie (région de Iziaslav)
  - Podolie (région de Bratslav)
- Région de Tchernihiv
- Région de Novgorod-Seversky (devenu plus tard la région de Poltava)

### 1795
Après la troisième partition de la Pologne-Lituanie, les territoires suivants sont ajoutés :
- Gouvernement de Vilna
- Gouvernement de Slonim (par la suite gouvernement de Grodno)

### 1805–1835
La Zone se rétrécit graduellement à l'Est (Biélorussie et Petite Russie sans leurs zones rurales, Nouvelle Russie sans Mykolaïv ni Sébastopol, région de Kiev sans Kiev et les régions baltes sont fermées aux nouveaux résidents juifs) mais s'étend à l'Ouest :
- Région de Lituanie
- Krai (province) du Sud-Ouest
- Région de Tchernihiv
- Bessarabie
- Pologne du Congrès

Toutefois pendant cette période, les Juifs n'ont plus le droit de s'installer dans les zones rurales situées à moins de 50 verstes (environ 53 kilomètres) de la frontière ouest.

### 1836-1917

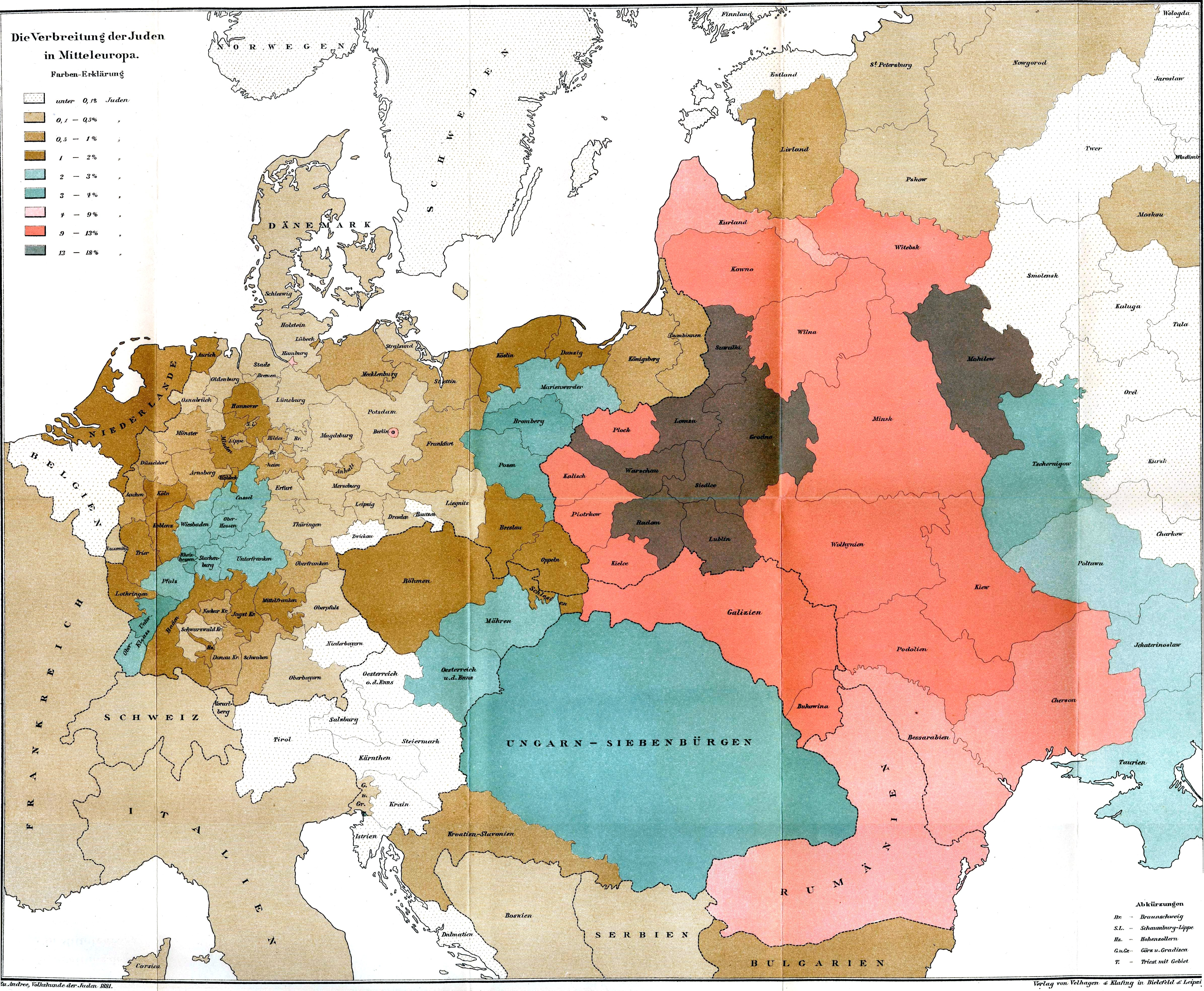
Les Juifs en Europe centrale et orientale (carte allemande de 1881 incluant la Zone de Résidence).

- Gouvernement de Tchernigov (certaines parties se trouvent actuellement dans l'oblast de Briansk)
- Gouvernement de Poltava
- Gouvernement de Tauride (Crimée)
- Gouvernement de Kherson
- Gouvernement de Bessarabie
- Comté de Velizh (maintenant partie de l'oblast de Smolensk)
- Krai (province) du Nord-Ouest (la totalité de la Lituanie et de la Biélorussie) :
  - Gouvernement de Wilna
  - Gouvernement de Kowno
  - Gouvernement de Grodno
  - Gouvernement de Minsk
  - Gouvernement de Moguilev
  - Gouvernement de Vitebsk (certaines parties se trouvent maintenant dans l'oblast de Pskov)
- Krai (province) du Sud-Ouest (certaines parties se trouvent maintenant en Ukraine) :
  - Gouvernement de Kiev
  - Gouvernement de Volhynie
- Gouvernements polonais (régions du Royaume du Congrès) :
  - Gouvernement de Varsovie
  - Gouvernement de Lublin
  - Gouvernement de Płock
  - Gouvernement de Kalisz
  - Gouvernement de Piotrków
  - Gouvernement de Kielce
  - Gouvernement de Radom
  - Gouvernement de Siedlce
  - Région d'Augustów divisée en :
    - Gouvernement de Suwałki
    - Gouvernement de Łomża

En 1882, il est interdit aux Juifs de s'installer dans de nouvelles zones rurales et dans les villes suivantes de la « Zone » :
- Kiev (l'oukase du 2 décembre 1827 ordonne l'expulsion des Juifs de Kiev)
- Mykolaïv (en russe : Nikolaïev)
- Sébastopol
- Yalta